# Steven Lammertink
Steven Lammertink (né le 4 décembre 1993 dans le village d'Enter à Wierden) est un coureur cycliste néerlandais, professionnel entre 2016 et 2019.

## Biographie
Steven Lammertink naît le 4 décembre 1993 dans le village d'Enter à Wierden aux Pays-Bas. Son frère Maurits est également coureur cycliste.
En 2009, il termine troisième du championnat des Pays-Bas du contre-la-montre cadets. Deux ans plus tard, en 2011, il finit deuxième du Tour d'Autriche juniors, troisième du championnat des Pays-Bas sur route juniors et est médaillé de bronze au championnat du monde sur route juniors. Par ailleurs, il finit dixième du Trofeo Karlsberg.
Il court pour Jo Piels entre 2012 et 2014. Il termine deuxième du Circuit de Campine en 2013. L'année suivante, il remporte le Ronde van Zuid-Oost Friesland, devient champion des Pays-Bas du contre-la-montre espoirs et termine quatrième du championnat d'Europe du contre-la-montre espoirs. Il est stagiaire d'août à décembre 2014 chez Giant-Shimano.
En 2015, il entre dans l'équipe SEG Racing et remporte la 3e étape du Triptyque des Monts et Châteaux, puis le contre-la-montre individuel de la 2e étape du Tour de Berlin et son classement général, puis devient champion des Pays-Bas du contre-la-montre espoirs. Fin juillet, il est annoncé que ses bons résultats lui ont permis d'être recruté comme stagiaire chez Lotto NL-Jumbo, d'août à décembre 2015, où sa première course sera le Tour du Poitou-Charentes, et d'avoir signé dans l'équipe un contrat de deux ans. Nico Verhoeven, directeur sportif, déclare « Steven est un coureur de contre-la-montre exceptionnel », « c'est une qualité à laquelle nous portons beaucoup d'attention. Il sera intéressant pour nous d'utiliser Lammertink dans les petites courses par étapes et dans les trains de sprint. Il est polyvalent ».
Au mois d'août 2017, il s'engage avec la nouvelle équipe continentale professionnelle Vital Concept, créée par Jérôme Pineau. 
En 2019, il ne compte que 19 jours de course et est écarté de la compétition entre juin et octobre. À 25 ans, souffrant de problèmes respiratoires chroniques depuis plusieurs années, il arrête sa carrière à l'issue de la saison,.

## Palmarès et classements mondiaux

### Palmarès sur route
- 2009[1]

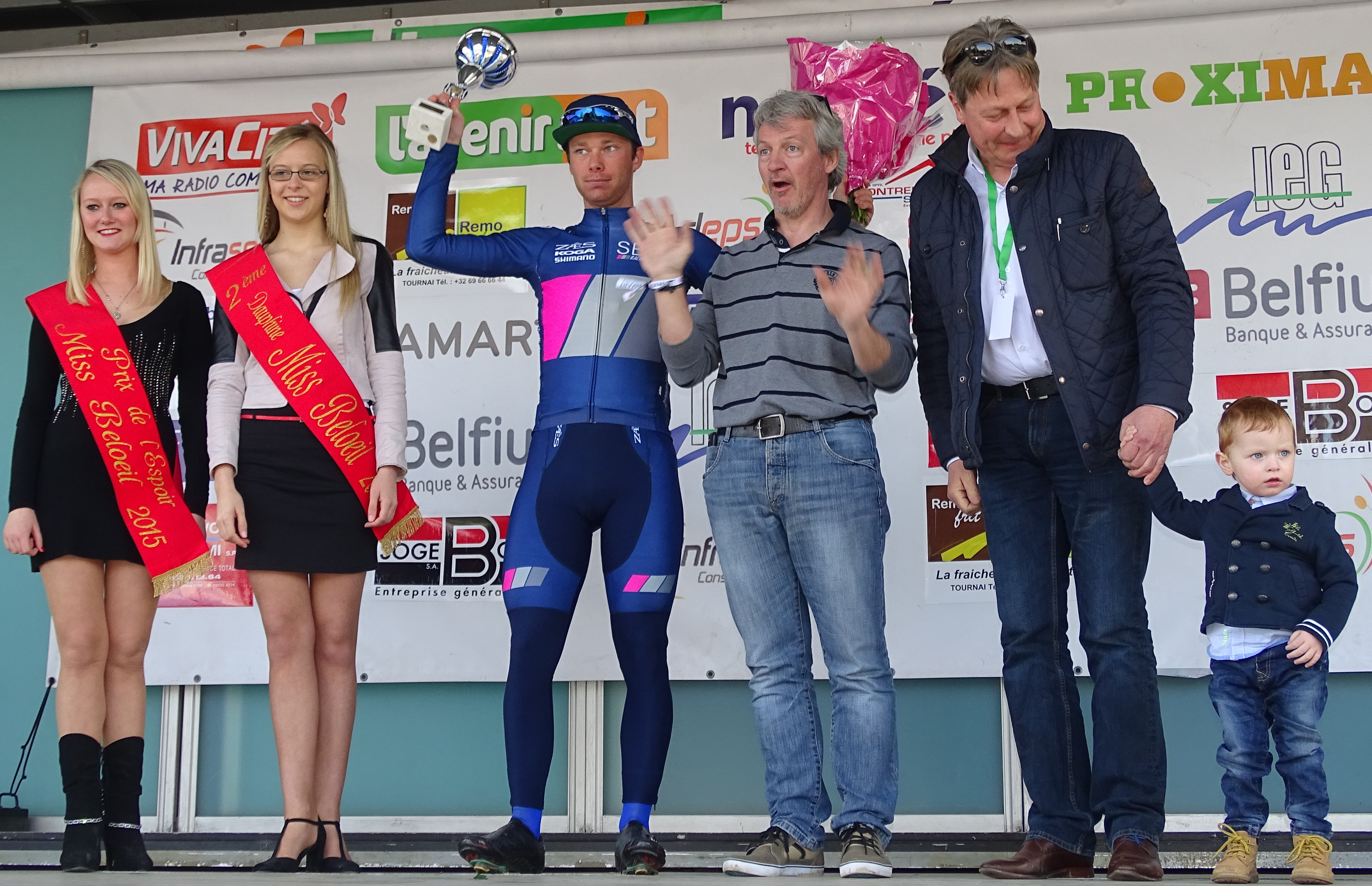
Steven Lammertink, vainqueur de la 3e étape du Triptyque des Monts et Châteaux 2015.

  - 3e du championnat des Pays-Bas du contre-la-montre cadets
- 2010
  - 3e de l'Acht van Bladel
- 2011
  - Acht van Bladel
  - 2e du Tour de Haute-Autriche juniors
  - 3e du championnat des Pays-Bas sur route juniors
  -  Médaillé de bronze au championnat du monde sur route juniors
- 2013
  - 2e du Circuit de Campine
- 2014
  -  Champion des Pays-Bas du contre-la-montre espoirs
  - Ronde van Zuid-Oost Friesland
  - 4e du championnat d'Europe du contre-la-montre espoirs
- 2015
  -  Champion d'Europe du contre-la-montre espoirs
  -  Champion des Pays-Bas du contre-la-montre espoirs
  - 3e étape du Triptyque des Monts et Châteaux
  - Tour de Berlin :
    - Classement général
    - 2e étape (contre-la-montre)

  - 3e de l'Omloop Houtse Linies

### Classements mondiaux
| Année           | 2013 | 2014 | 2015 |
| --------------- | ---- | ---- | ---- |
| UCI Europe Tour | 326e | 504e | 170e |